# Кинг Парк Вест (Вирџинија)
Кинг Парк Вест (енгл. Kings Park West) насељено је место без административног статуса у америчкој савезној држави Вирџинија.

## Демографија
По попису из 2010. године број становника је 13.390.
| Група             | 2000.    | 2010.         |
| Белци             | 0 (0,0%) | 8.591 (64,2%) |
| Афроамериканци    | 0 (0,0%) | 688 (5,1%)    |
| Азијати           | 0 (0,0%) | 2.278 (17,0%) |
| Хиспаноамериканци | 0 (0,0%) | 1.345 (10,0%) |
| Укупно            | 0        | 13.390        |